# Es Devlin
Esmeralda "Es" Devlin (Londres, 24 de septiembre de 1971) es una escenógrafa y artista británica que lleva en activo desde la década de los noventa. Su trabajo comenzó en el mundo del teatro pero pronto dio un importante salto al diseño escénico para espectáculos musicales, pasarelas, ceremonias, etcétera. Además, tiene un importante trabajo de instalaciones artísticas que se muestran por todo el mundo. 
Entre muchas de sus influencias artísticas podemos destacar a personas como la bailarina y directora alemana Pina Bausch, artistas como Bruce Nauman, Bill Viola, Rachel Whiteread o Damien Hirst, y diseñadores escénicos como Ralph Koltai, nombre relevante dentro del mundo de la escenografía británica, o Mark Fisher (arquitecto), arquitecto británico muy conocido por diseñar multitud de escenografías para conciertos de rock y pop desde los años setenta. 
Algunos de los nombres más destacados con los que trabaja a lo largo de su trayectoria están personas como Sam Mendes, David McVicar, Beyoncé o Kanye West, entre otros. 

## Elementos esenciales
Dentro de sus propuestas artísticas podemos encontrarnos con cinco elementos fundamentales a tener en cuenta: espacio, luz, movimiento, escala y tiempo. 
En primer lugar, para ella es muy importante a la hora de iniciar un proyecto conocer muy bien como es el espacio en el que ha de trabajar y además, intuir o intentar tener en cuenta cuanto conocen ese espacio los espectadores que acudirán a la función para aplicar en él esa "democracia" que se da en el teatro, en la que todo el público, tanto los que ocupan las zonas más altas como los que ocupan las zonas más bajas han de disfrutar por igual esa experiencia. Esta idea también la traslada a sus propuestas escénicas para espectáculos musicales, donde cada milímetro del espacio va a ser visto y recibido desde muy diversos ángulos, y más ahora que se ha de tener en cuenta que todo el mundo acude con un teléfono móvil que puede captar fotografías y vídeos de ese momento, por lo que todo el espacio debe estar perfectamente pensando para ser visto desde diferentes perspectivas. 
Por otro lado, considera que la luz es otro elemento esencial al que atender dentro de la creación de un espacio, pues es lo que dará forma a los objetos que ocupan ese espacio, ya sea entrando en él o por los reflejos que emita. Para poder jugar con la luz se vale de la utilización de espejos a la hora de crear escenografías para teatro, pero también lo usa para muchos de los diseños que crea para el mundo de la moda, así como para sus instalaciones artísticas. Además, le parece muy importante la oscuridad que se da antes de empezar un espectáculo, ya sea teatral o musical, pues es ese momento de cambio previo a comenzar la función lo que cambia toda la energía del público hacia lo que sucede en el escenario. 
En otro orden de cosas, en su obra nos vamos a encontrar con multitud de esculturas cinéticas que tienen un gran peso durante la representación para poder generar nuevos espacios y sensaciones a lo largo de un espectáculo. El movimiento es otro elemento esencial dentro de sus propuestas, ya sea mediante esculturas cinéticas o proyecciones. También es muy importante para ella el poder jugar con la escala de los elementos escenográficos desde que se inicia el proceso de creación dentro de su estudio. 
Por último, algo que también tiene muy en cuenta al hora de crear es el tiempo que dura esa obra escenográfica. Partiendo de que es algo efímero, tiene que conseguir que sea algo que impacte profundamente en la memoria de los espectadores y espectadoras para que así su trabajo viva por siempre en la memoria de esas personas que vivieron esa experiencia en directo. 

## Trayectoria
Devlin estudió música en la Royal Academy of Music desde los 12 años como Exhibidora Junior mientras asistía a la Cranbrook School en Kent. Obtuvo una Licenciatura en Literatura Inglesa en la Universidad de Bristol, escribiendo su disertación sobre la poetisa estadounidense Adrienne Rich. Siguió un curso básico de bellas artes en la Escuela de Arte y Diseño Central St Martins antes de estudiar Diseño de Escenografía en el curso de teatro de diseño Montley en Londres con Percy Harris, Alison Chitty y Kandis Cook. Mientras estudiaba, Devlin trabajó como guionista de El Circo Invisible, el circo creado por Victoria Chaplin y Jean-Baptiste Thierrée. También ayudó al artista Damien Hirst en Agongo, una instalación en la Galería Richard de Marco en Edimburgo en 1992.
Al completar el Curso de Diseño de Motley Theatre en 1995, Devlin recibió el Premio Linbury por el Diseño de Escenario, parte del premio fue su primera comisión profesional: Edward II para el Teatro Octagon, Bolton. Más proyectos siguieron en pequeños teatros marginales en Londres, incluido el Teatro Bush (en la foto), donde fue nombrada Asociada Artística entre 1997 y 1999. Devlin invitó a Trevor Nunn (director del Royal National Theatre en ese momento) a ver su trabajo en el pequeño teatro de pub; vio el espectáculo y le encargó que diseñara la puesta en escena para Traición de Harold Pinter el National Theatre. Esta obra, dirigida por el propio Trevor Nunn en la sala Lyttelton, es la primera gran propuesta teatral a la que se enfrenta como escenógrafa y para contar esta historia tan fragmentada que escribe Harold Pinter decide usar una serie de proyecciones de vídeo mediante las cuales va narrando el paso del tiempo superponiendo una serie plantas y alzados de diversos espacios. Con un par de muebles y las proyecciones de vídeo, consigue dotar de sentido a la puesta en escena. 
Devlin ha realizado diseños para muchas de las principales compañías de teatro del Reino Unido, incluida Royal Shakespeare Company, Royal Court Theatre, Old Vic, Young Vic, Almeida Theatre, Arcola Theatre, Hampstead Theatre, Soho Theatre, Duke of York's Theatre , Teatro Haymarket, Comedy Theatre, Royal Exchange Theatre, Out of Joint y Theatre de Complicite además de producciones en Nueva York, Madrid, Dublín y Tokio. Cabe destacar una serie de montajes en los que trabajó para la Royal Shakespeare Company, dirigida en ese momento por Laurence Boswell, dentro de un ciclo del Siglo de Oro español en el año 2004. El diseño de vestuario que realizó dentro de este ciclo para El perro del hortelano, de Lope de Vega, le valió su primer premio Olivier a mejor diseño de vestuario. 
La primera comisión importante de ópera de Devlin fue Macbeth de Ernst Bloch en 2003 en Theater an der Wien en Viena. En este montaje cabe destacar el uso tan preciso que la escenógrafa hace de los espejos, para dar pie a diversos espacios en los que ahondar en el mundo psicológico de Macbeth. Ahora diseña para muchos de los principales teatros de ópera europeos, incluyendo La Scala de Milán, El Liceu de Barcelona, Ópera de los Países Bajos, Ópera de Copenhague, Ópera Nacional de Grecia, Ópera Nacional de Finlandia, Teatro de Viena, Staatsoper de Viena, Semperoper de Dresde, Ópera de Leipzig , Oper Frankfurt, Ystad Festival Opera, Scottish Opera Go Round, English Touring Opera, Royal Opera House, English National Opera y Glyndebourne Festival Opera. En 2017 colaboró como diseñadora de escena con Kasper Holten en el montaje de Carmen en el marco del Festival de Bregenz. Esta fue una de las piezas más complejas a las que se enfrentó como escenógrafa técnicamente hablando, pues ha de jugar con la escala enorme de los elementos espaciales que han de sostenerse dentro del lago Constanza y por los que los actores y actrices transitarán a lo largo de la representación. 
Es Devlin también trabajará diseñando diversas escenografías para danza, incluidas piezas para Russell Maliphant, Rambert Dance Company, Northern Ballet Theatre, Sadlers Wells y Cullberg Ballet. 

### Música
En el año 2003 realiza su primer diseño escénico para el concierto de despedida de la banda WIRE, en el cual coloca a cada uno de los integrantes de la banda en un cubículo cuyas paredes internas están revestidas con espejos y en la parte frontal coloca una malla en la que se dan una serie de vídeo proyecciones a lo largo del show.
Kanye West vio estas imágenes de la instalación que crea Es Devlin para WIRE, y cuenta con ella para realizar el diseño escénico para su gira mundial Touch the Sky World Arena Tour. Desde entonces, trabaja con ella durante muchísimos años y siguieron más proyectos, incluida su gira con Jay-Z: Watch the Throne Tour.
Uno de sus trabajos más sonados en el mundo del espectáculo, fue el diseño que realizó para la gira de Take That: Progress Stadium Tour, en 2011, donde presentó a un hombre mecánico de unos 20 metros de altura que se puso de pie en el centro del estadio. Este proyecto parecía técnicamente imposible, incluso los tres primeros ingenieros a los que se le propuso la idea dijeron que no, puesto que había que mantener junto todo el sistema de control de la escultura mientras viajaba por el mundo. Fueron proyectos de estadios de gran escala como este lo que llevó al LOCOG a seleccionar a Devlin y al director creativo de Take That, Kim Gavin, para concebir la Ceremonia de Clausura de los Juegos Olímpicos de Londres 2012. Devlin también formó parte del equipo de diseño en la Ceremonia de Apertura de los Juegos Olímpicos de Río 2016.
Además, ha realizado importantes trabajos para giras mundiales de artistas como U2, con el Innocence & Experience Wolrd Tour en 2015; Beyoncé, con el Formation World Tour de 2016, en el que creó un gigantesco cubo que giraba sobre sí mismo para retransmitir el espectáculo a lo largo de todo el estadio; o para The Weeknd en Legend of The Fall Tour, en el año 2017, donde tradujeron una ruta de avión en un avión de origami de papel plegable, que despegó sobre las cabezas del público al inicio del espectáculo y a lo largo del mismo, se destruyó por completo debido a complicaciones, para luego resurgir de las cenizas

Además ha trabajado para otros muchos artistas, tanto en giras como en actuaciones, como Pet Shop Boys, Lady Gaga, Adele, Muse, Dua Lipa, Rosalía, Lenny Kravitz, Mika, Lorde, Goldfrapp, Miley Cyrus, etcétera. 

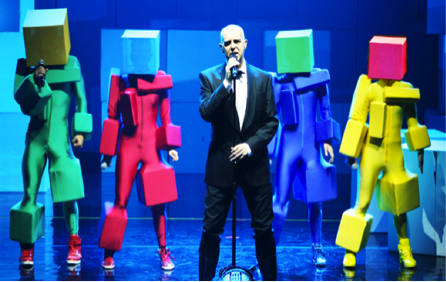
Tour Pandemónium de Pet Shop Boys 2009/2010

### Cine y televisión
El trabajo cinematográfico de Devlin incluye dirección: un video musical para Imogen Heap y una película de una hora para el londinense IMAX con la música de Nitin Sawhney , así como diseño de vestuario para la película de Sally Potter RAGE y diseño de producción para cortometrajes y videos musicales por Mike Figgis.
Además ha diseñado multitud de sets para importantes ceremonias de premios del mundo de la música y del teatro. Sus diseños de TV incluyen los MTV Europe Music Awards (EMA) - 2011 y 2010, y los Brit Awards 2015 y 2016. Además, se le dedica uno de los capítulos de la primera temporada de la serie documental de Netflix , Abstract: The Art of Design.

### Moda
Desde el año 2015 trabaja también en el mundo de la moda, creando los espacios para los desfiles de moda de marcas como Louis Vuitton, o instalaciones artísticas para marcas como Chanel. Para el ella trabajar en este contexto supuso un salto bestial respecto a como estaba acostumbrada a trabajar, puesto que por ejemplo un montaje para una ópera tiene un tiempo de producción medio de unos dos años, mientras que un desfile, que tiene una duración de unos quince minutos, va evolucionando hasta pocos días antes.

## Reconocimientos
Devlin fue nombrada Oficial de la Orden del Imperio Británico (OBE, por sus siglas en inglés) en los Honores de Año Nuevo 2015 por los servicios para el escenario y el diseño escénico. Además de seguir acumulando múltiples nominaciones al premio, cuenta con tres Premios Olivier: en 2004, a mejor diseño de vestuario por El perro del hortelano, para la Royal Shakespeare Company; en 2013 a mejor diseño escenográfico por el montaje de Chimerica, dirigido por Lyndsey Turner con guion de Lucy Kirkwood; y en 2014, por la escenografía realizada para The Nether, dirigida por Jeremy Herrin.
Además cuenta con tres Premios TPi, dos premios Critics Circle, el Evening Standard Theatre Awards, el Premio Wall Street Journal a la Innovación en el Diseño y la London Design Medal 2017.